# Toray Pan Pacific Open 1999
Toray Pan Pacific Open 1999 — жіночий тенісний турнір, що проходив на закритих кортах з килимовим покриттям Токійського палацу спорту в Токіо (Японія). Належав до турнірів 1-ї категорії в рамках Туру WTA 1999. Відбувсь удвадцятьчетверте і тривав з 2 до 7 лютого 1999 року. Друга сіяна Мартіна Хінгіс здобула титул в одиночному розряді й отримала 150 тис. доларів США.

## Фінальна частина

### Одиночний розряд
Мартіна Хінгіс —  Аманда Кетцер, 6–2, 6–1
- Для Хінгіс це був 2-й титул в одиночному розряді за рік і 21-й — за кар'єру.

### Парний розряд
Ліндсі Девенпорт /  Наташа Звєрєва —  Мартіна Хінгіс /  Яна Новотна, 6–2, 6–3

## Учасниці

### Сіяні учасниці
| Країна    | Гравчиня         | Рейтинг | Сіяна |
| --------- | ---------------- | ------- | ----- |
| США       | Ліндсі Девенпорт | 1       | 1     |
| Швейцарія | Мартіна Хінгіс   | 2       | 2     |
| Чехія     | Яна Новотна      | 3       | 3     |
| США       | Моніка Селеш     | 4       | 4     |
| Німеччина | Штеффі Граф      | 7       | 5     |
| Росія     | Анна Курнікова   | 12      | 6     |
| ПАР       | Аманда Кетцер    | 15      | 7     |
| Білорусь  | Наташа Звєрєва   | 17      | 8     |

### Інші учасниці
Нижче наведено учасниць, які отримали вайлдкард на участь в основній сітці:
- Кара Блек
- Міхо Саекі
- Ван Ші-тін

Нижче наведено учасниць, що отримали вайлдкард на участь в основній сітці в парному розряді:
- Міхо Саекі /  Юка Йосіда

Нижче наведено учасниць, що пробились в основну сітку через стадію кваліфікації в одиночному розряді:
- Елс Калленс
- Лариса Нейланд
- Саманта Рівз
- Олена Татаркова

Нижче наведено учасниць, що пробились в основну сітку через стадію кваліфікації в парному розряді:
- Пак Сон Хі /  Ван Ші-тін